# Asterismus (astronomie)
Asterismus je výrazná skupina hvězd na obloze, která však nepatří mezi 88 oficiálních souhvězdí. Známé asterismy jsou např. Letní trojúhelník, Velký vůz (Velká medvědice), Zimní šestiúhelník a Zimní trojúhelník, Velký diamant, Čajová konvice (Souhvězdí Střelce), Ramínko na šaty (Souhvězdí Lištičky), Květináč (Souhvězdí Herkula). Asterismy mohou sloužit jako pomůcka při vyhledávání méně výrazných souhvězdí nebo jejich částí.